# Хаарде, Гейр
Гейр Хильмар Хаарде (исл. Geir Hilmar Haarde, род. 8 апреля 1951 года) — премьер-министр Исландии с 15 июня 2006 по 1 февраля 2009 года, бывший лидер Партии независимости.
Депутат Альтинга с 1987 года, министр финансов в 1998—2005 годах, министр иностранных дел в 2005—2006 годах. В 2005 году избран лидером ПН вместо Давида Оддссона.
В 2009 году после фактического банкротства страны был вынужден уйти в отставку. Журналом Guardian назван одним из главных виновников мирового финансового кризиса.
В 2012 году состоялся судебный процесс над Гейром Хаарде, которого обвинили в халатности, приведшей к крупнейшему в истории страны финансовому кризису. В случае вынесения обвинительного приговора экс-премьер-министру грозил срок лишения свободы до 2 лет. В ходе судебного процесса Гейр Хаарде практически полностью был оправдан.